# 新北市立新北特殊教育學校
新北市立新北特殊教育學校，簡稱新北特教，是一所位於中華民國新北市林口區的特殊學校，前身為國立林口啟智學校，2013年1月1日由教育部改隸屬新北市政府。該校之設立，主要是配合當時臺灣省政府的「發展特殊教育五年計劃」，以應付其時臺北縣及其鄰近地區智能障礙兒童的需要。

## 外部連結
- 新北市立新北特殊教育學校 （页面存档备份，存于）